# Pristimera longipetiolata
Pristimera longipetiolata là một loài thực vật có hoa trong họ Dây gối. Loài này được (Oliv.) N. Hallé miêu tả khoa học đầu tiên năm 1981.

## Hình ảnh

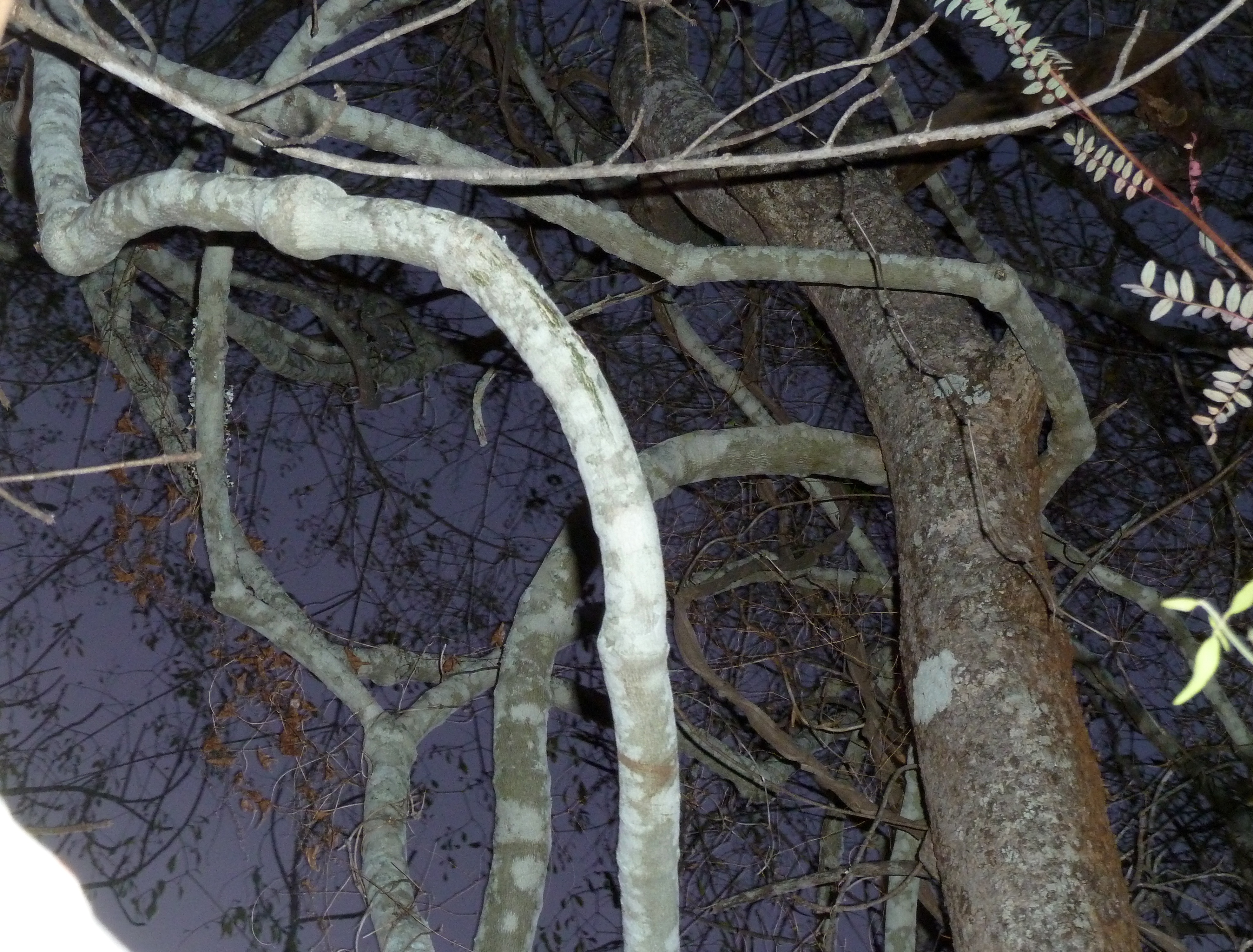
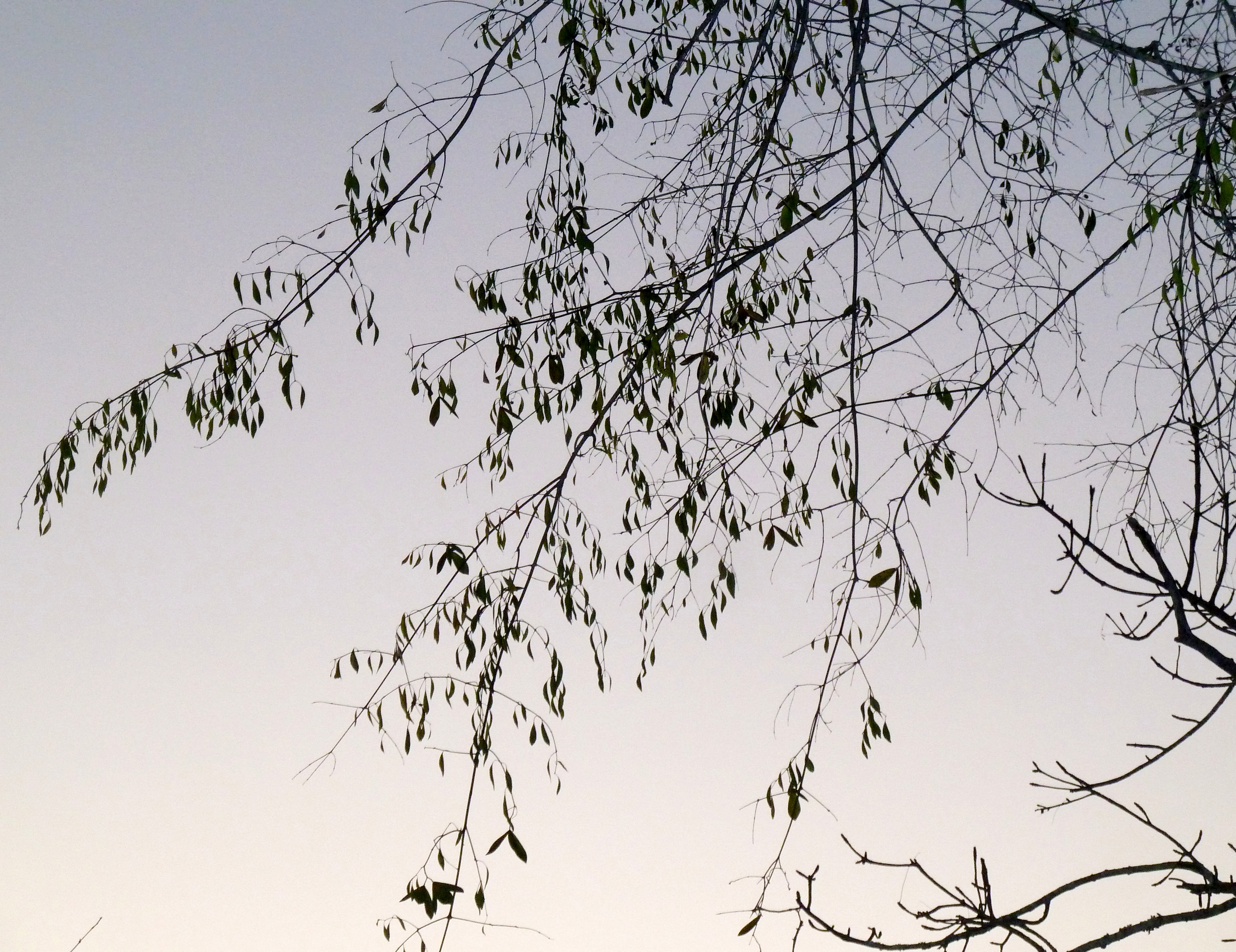
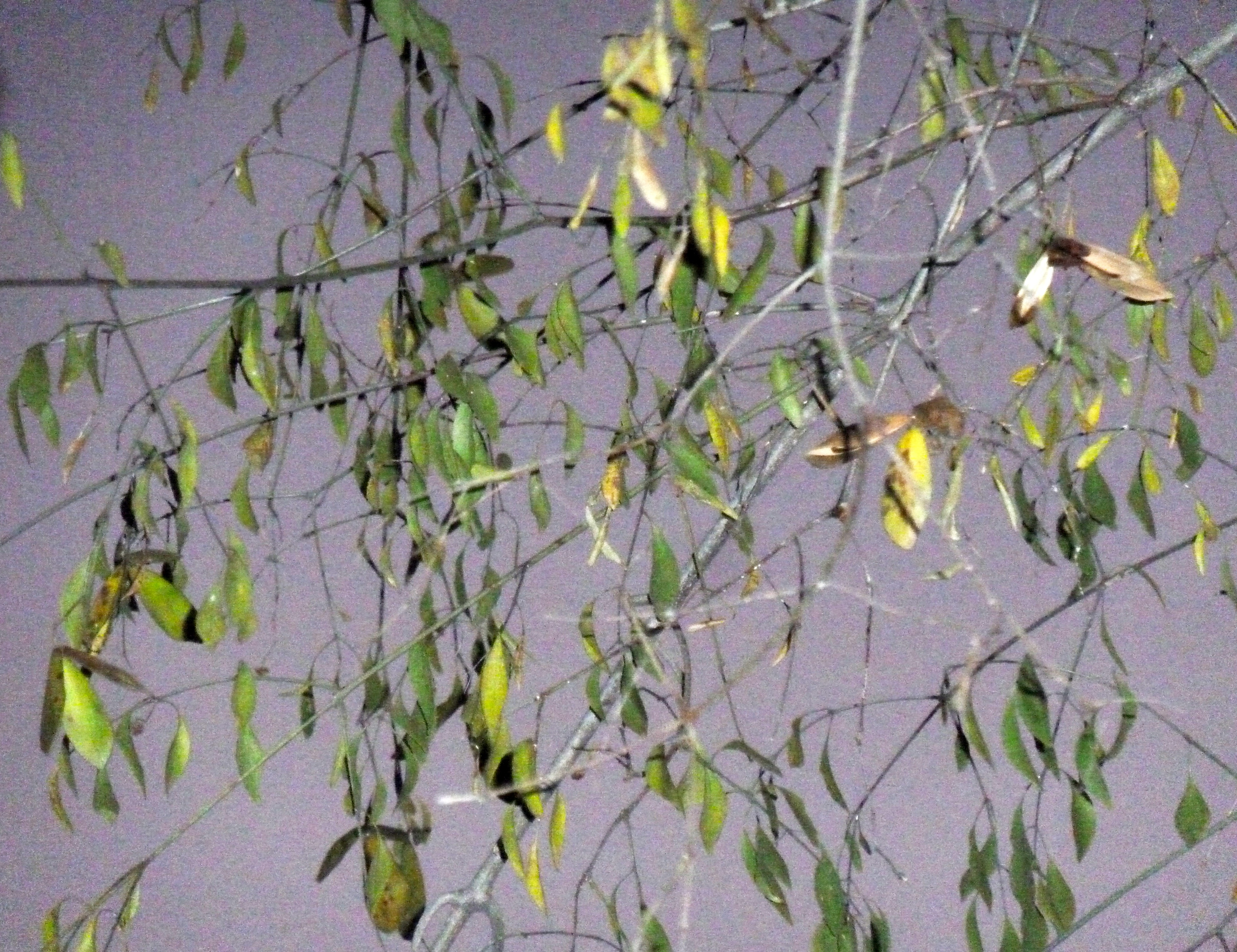
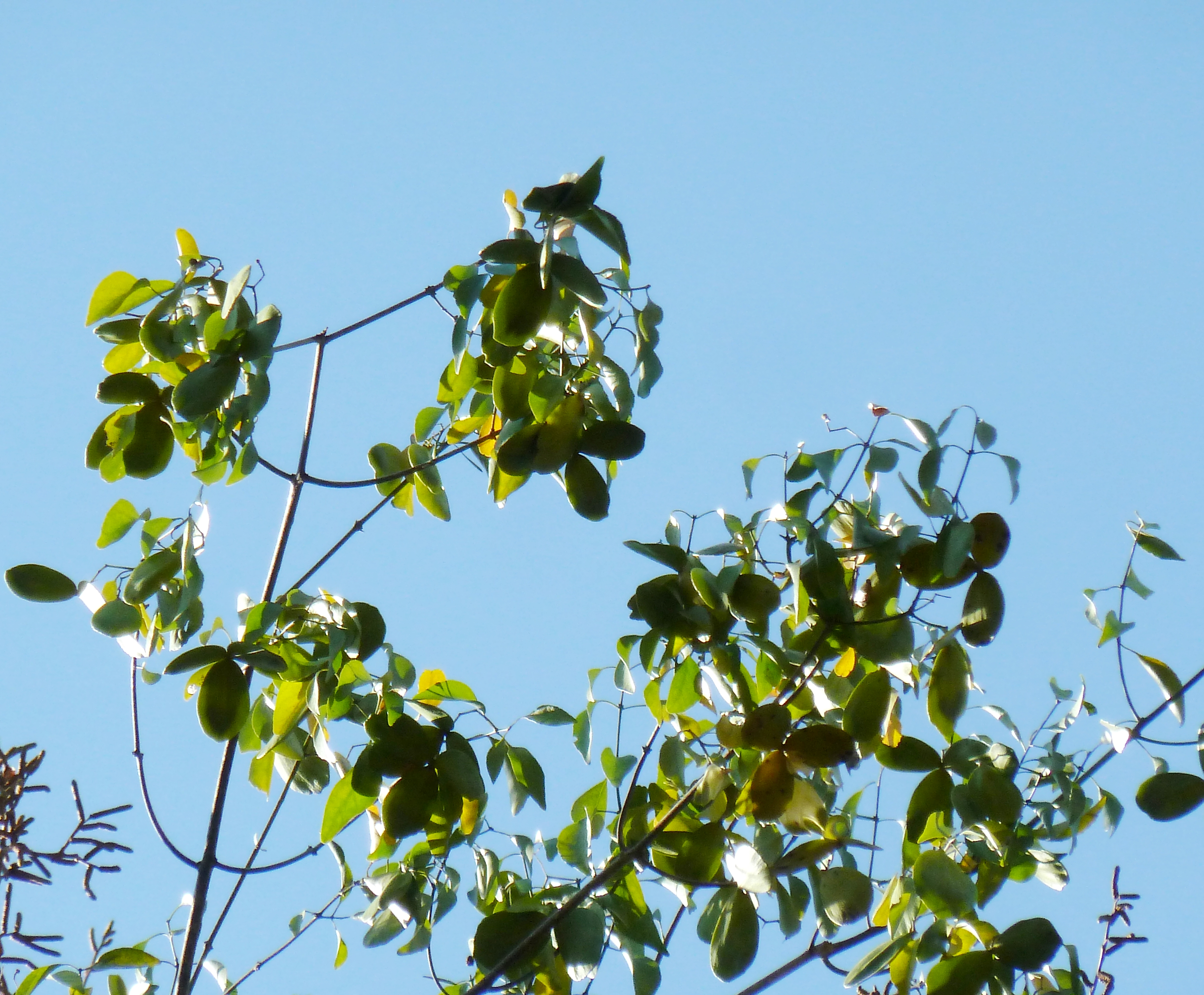